# بيركهولدرية فيتنامية
بيركهولدرية فيتنامية (الاسم العلمي: Burkholderia vietnamiensis) هي نوع من البكتيريا، سلبية الغرام، تتبع جنس البيركهولدرية.